# Larrousse LH94
Der Larrousse LH94 war ein Rennwagen des französischen Formel-1-Teams Larrousse, der in der Formel-1-Weltmeisterschaft 1994 eingesetzt wurde. Er war das letzte Modell, das der finanziell angeschlagene Rennstall konstruierte und an den Start brachte.

## Technik
Der Larrousse LH94 wurde in Großbritannien von der Larrousse UK Ltd. entwickelt, einem Tochterunternehmen des französischen Rennstalls, das von dem britischen Ingenieur Robin Herd geleitet wurde. Larrousse UK war 1990 unter der Bezeichnung Fomet als Außenstelle des italienischen Rennstalls Fondmetal Corse gegründet worden und hatte für die Saison 1991 den Fondmetal Fomet 1 konstruiert, bevor es in wirtschaftliche Schwierigkeiten geriet und Ende 1991 von Larrousse übernommen wurde.
Der LH94 war eine Weiterentwicklung des 1993 eingesetzten Larrousse LH93, der seinerseits auf dem Larrousse LC92 von 1992 basierte. Er unterschied sich von seinen Vorgängern in erster Linie durch das Triebwerk: Während der LH92 und der LH93 von einem Lamborghini-Motor mit zwölf Zylindern angetrieben wurde, nutzte der LH94 einen schwächeren Achtzylindermotor von Cosworth.

### Motor
Larrousse verwendete 1994 Cosworth-Kundenmotoren vom Typ HB. Die Triebwerke gingen in ihren Grundzügen auf eine Konstruktion aus dem Jahr 1989 zurück. Bis 1991 wurden sie exklusiv von Benetton genutzt und ermöglichten ungeachtet eines Leistungsdefizits gegenüber den Zehn- und Zwölfzylindermotoren von Ferrari, Honda und Renault einzelne Siege. 1993 wurde das Triebwerk für Benetton und McLaren weiterentwickelt. Ältere, leistungsschwächere Versionen des HB-Motors gingen ab 1992 an diverse kleinere Teams, die sie als preisgünstige Kundenmotoren nutzten. 1994 fuhren neben Larrousse auch Arrows, Minardi und Simtek mit HB-Motoren. Larrousse erhielt zunächst die Version HB VII und ab Sommer dann die letzte, 1993 entwickelte Ausbaustufe HB VIII. Die Leistung des HB-Motors in der von Larrousse verwendeten Version wird in der Literatur mit etwa 705 PS angegeben. Damit war er abgesehen vom Ilmor-Triebwerk des Pacific-Teams der schwächste Motor im Starterfeld 1994; das Leistungsdefizit gegenüber den Motoren von Ferrari betrug über 100 PS und gegenüber dem Zehnzylinder von Renault 75 PS.

### Fahrwerk und Karosserie
Fahrwerk und Karosserie des LH94 entsprachen weitestgehend den Vorgängermodellen der Jahre 1992 und 1993. Die Änderungen beschränkten sich auf Anpassungen im Motorumfeld, die durch den Wechsel von Lamborghini- auf Ford-Motoren erforderlich geworden waren. Neu war auch das Getriebe. Anstelle des quer liegenden Lamborghini-Sechsganggetriebes der Vorjahre nutzte Larrousse nun ein halbautomatisches Sechsganggetriebe, das auf den HB-Motor abgestimmt war und von Benetton zugekauft wurde.
Der LH94 erfuhr im Laufe der Saison 1994 keine Weiterentwicklung im Hinblick auf eine Erhöhung der Konkurrenzfähigkeit; das knappe Budget des Teams ließ derartige Arbeiten nicht zu.
Allerdings wurden zur Saisonmitte einige Modifikationen erforderlich, da die konstruktiven Vorgaben im Reglement im Frühjahr 1994 kurzfristig geändert worden waren. Diese Regeländerungen stellten eine Reaktion auf die tödlichen Unfälle Roland Ratzenbergers und Ayrton Sennas beim Großen Preis von San Marino 1994 dar und zielten darauf, schnell und ohne konstruktiven Aufwand die Geschwindigkeit der Rennwagen zu reduzieren. Zu ihnen gehörte die Anbringung einer Öffnung im hinteren Bereich der Motorabdeckung, die den Staueffekt in der Lufthutze reduzieren und damit die Motorleistung herabsetzen sollte. Weitere Regeländerungen zielten auf eine Vereinfachung der Aerodynamik im Bereich der Front- und Heckflügel ab; so mussten die Diffusoren am Wagenheck in der Länge reduziert werden. Schließlich wurde das Mindestgewicht der Autos um 10 kg auf 515 kg erhöht. Larrousse setzte diese Änderungen vorschriftsmäßig um.

## Lackierung und Sponsoren
Hauptsponsor von Larrousse war 1994 die französische Brauerei Kronenbourg, die auf den Fahrzeugen für ihre Produkte warb. Die Lackierung richtete sich dabei nach eventuellen Werbeverboten für Alkohol: In Ländern mit einem Werbeverbot wurde für das alkoholfreie Bier Tourtel geworben, bei diesen Rennen erschienen die LH94 in grüner Lackierung mit gelben Farbbändern und blauen Akzenten. In Ländern ohne ein solches Verbot wurde dagegen für die Hauptmarke des Konzerns geworben, und die Fahrzeuge erschienen in großflächig rot-weiß karierter Lackierung, wobei allerdings weiterhin auf den Spoilern der Tourtel-Schriftzug zu sehen war. Weiterhin warb noch der italienische Hersteller von Haushaltsgeräten Zanussi auf den Fahrzeugen, daneben die Ausrüster Ford, Elf und Goodyear.

## Renneinsätze

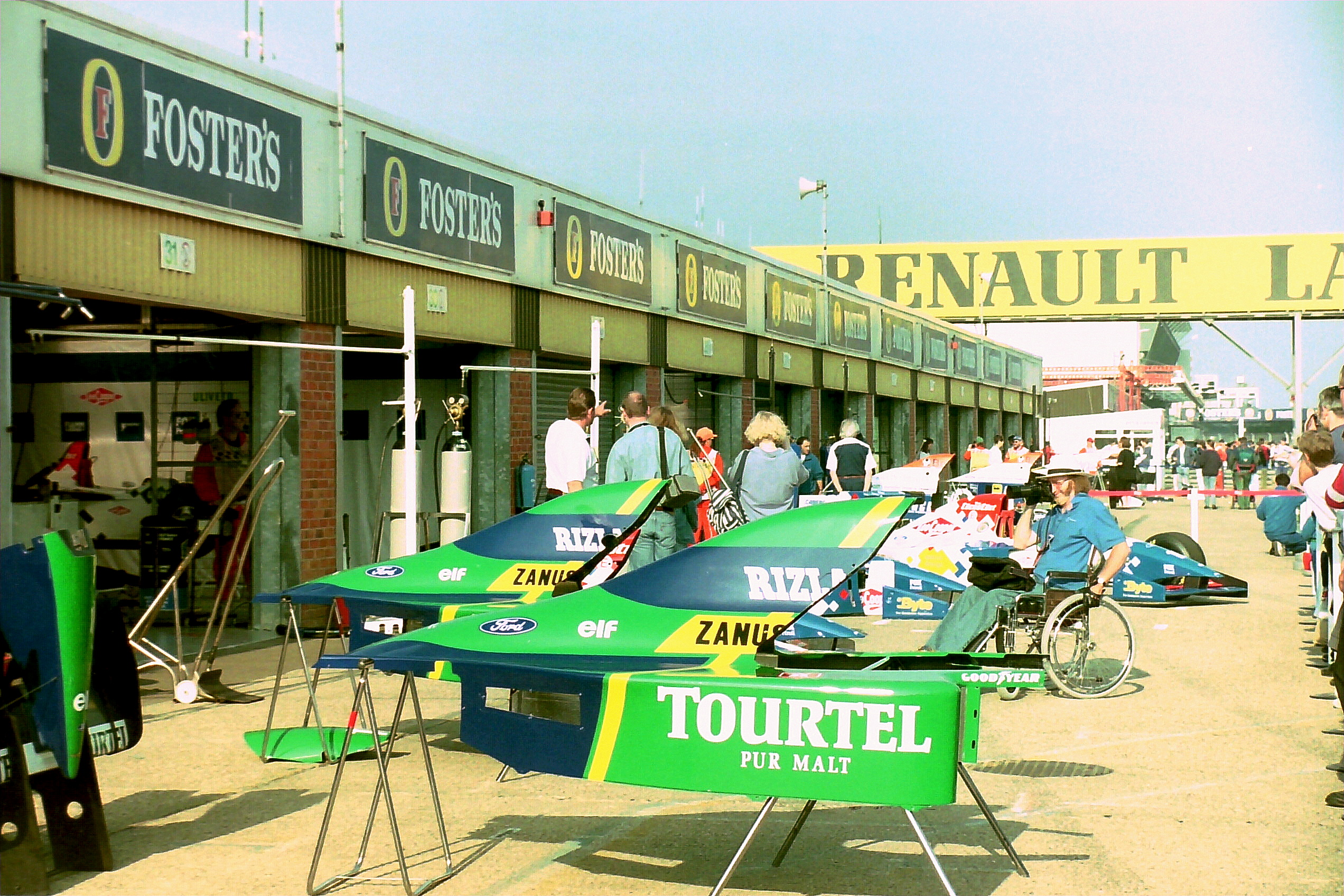
Die Larrousse-Box beim Großen Preis von Großbritannien 1994

Larrousse setzte 1994 durchgängig zwei Fahrzeuge vom Typ LH94 ein. Stammfahrer waren Érik Comas und der monegassische Debütant Olivier Beretta, im Laufe des Jahres wurden sie allerdings durch die Paydriver Philippe Alliot, Yannick Dalmas, Hideki Noda und Jean-Denis Delétraz ersetzt. Nur Comas erzielte Weltmeisterschaftspunkte mit dem LH94. Das Team litt im gesamten Jahr an mangelnder technischer Zuverlässigkeit. Insgesamt waren 20 Ausfälle zu verzeichnen, die meisten von ihnen waren auf Probleme im Umfeld des Motors zurückzuführen.

## 1995
Gérard Larrousse plante, die LH94 den modifizierten Regeln der kommenden Saison anzupassen und sie 1995 als LH95 an den Start zu bringen. Eine Meldung wurde von der FIA zwar entgegengenommen; wegen finanzieller Schwierigkeiten, die letztlich in der Insolvenz des Teams mündeten, trat Larrousse 1995 aber tatsächlich nicht mehr an.

## Resultate
| Fahrer               | Nr.                  | 1   | 2   | 3   | 4  | 5   | 6   | 7   | 8   | 9 | 10 | 11  | 12  | 13  | 14  | 15  | 16  | Punkte | Rang |
| -------------------- | -------------------- | --- | --- | --- | -- | --- | --- | --- | --- | - | -- | --- | --- | --- | --- | --- | --- | ------ | ---- |
| Formel-1-Saison 1994 | Formel-1-Saison 1994 |     |     |     |    |     |     |     |     |   |    |     |     |     |     |     |     | 2      | 11.  |
| O.Beretta            | 19                   | DNF | DNF | DNF | 8  | DNF | DNF | DNF | 14  | 7 | 9  |     |     |     |     |     |     | 2      | 11.  |
| P. Alliot            | 19                   |     |     |     |    |     |     |     |     |   |    | DNF |     |     |     |     |     | 2      | 11.  |
| Y. Dalmas            | 19                   |     |     |     |    |     |     |     |     |   |    |     | DNF | 14  |     |     |     | 2      | 11.  |
| H. Noda              | 19                   |     |     |     |    |     |     |     |     |   |    |     |     |     | DNF | DNF | DNF | 2      | 11.  |
| E. Comas             | 20                   | 9   | 6   | DNF | 10 | DNF | DNF | DNF | DNF | 6 | 8  | DNF | 8   | DNF | DNF | 9   |     | 2      | 11.  |
| J.-D. Delétraz       | 20                   |     |     |     |    |     |     |     |     |   |    |     |     |     |     |     | DNF | 2      | 11.  |

| Legende  | Legende            | Legende                                                          |
| Farbe    | Abkürzung          | Bedeutung                                                        |
| -------- | ------------------ | ---------------------------------------------------------------- |
| Gold     | –                  | Sieg                                                             |
| Silber   | –                  | 2. Platz                                                         |
| Bronze   | –                  | 3. Platz                                                         |
| Grün     | –                  | Platzierung in den Punkten                                       |
| Blau     | –                  | Klassifiziert außerhalb der Punkteränge                          |
| Violett  | DNF                | Rennen nicht beendet (did not finish)                            |
| Violett  | NC                 | nicht klassifiziert (not classified)                             |
| Rot      | DNQ                | nicht qualifiziert (did not qualify)                             |
| Rot      | DNPQ               | in Vorqualifikation gescheitert (did not pre-qualify)            |
| Schwarz  | DSQ                | disqualifiziert (disqualified)                                   |
| Weiß     | DNS                | nicht am Start (did not start)                                   |
| Weiß     | WD                 | zurückgezogen (withdrawn)                                        |
| Hellblau | PO                 | nur am Training teilgenommen (practiced only)                    |
| Hellblau | TD                 | Freitags-Testfahrer (test driver)                                |
| ohne     | DNP                | nicht am Training teilgenommen (did not practice)                |
| ohne     | INJ                | verletzt oder krank (injured)                                    |
| ohne     | EX                 | ausgeschlossen (excluded)                                        |
| ohne     | DNA                | nicht erschienen (did not arrive)                                |
| ohne     | C                  | Rennen abgesagt (cancelled)                                      |
| ohne     | keine WM-Teilnahme |                                                                  |
| sonstige | P/fett             | Pole-Position                                                    |
| sonstige | 1/2/3/4/5/6/7/8    | Punktplatzierung im Sprint-/Qualifikationsrennen                 |
| sonstige | SR/kursiv          | Schnellste Rennrunde                                             |
| sonstige | *                  | nicht im Ziel, aufgrund der zurückgelegten Distanz aber gewertet |
| sonstige | ()                 | Streichresultate                                                 |
| sonstige | unterstrichen      | Führender in der Gesamtwertung                                   |